# End of an Era (fumetto)
"End of an Era" (La fine di un'era) è un arco narrativo a fumetti pubblicato dalla DC Comics, nelle testate Legione dei Super Eroi (vol. 4) nn. 60-61, Legionnaires nn. 17-18 e Valor nn. 22-23 (agosto-settembre 1994). Fu scritto da Mark Waid, Tom McCraw e Kurt Busiek, con illustrazioni di Stuart Immonen, Ron Boyd, Chris Gardner e Colleen Doran. Come collegamento alla miniserie Ora Zero: Crisi nel Tempo, questo arco narrativo contiene la storia finale della linea temporale originale della Legione dei Super-Eroi, segnando la fine di 36 anni di continuità ininterrotta della Legione.

## Trama

### Parte 1:Legionnairesn. 17
Dall'alto di Nuova Terra, i Legionari, adolescenti noti come Batch SW6, impedirono ad un misterioso essere di distruggere le “città-cupola”. Rimasero scioccati, quando scoprirono che l’essere era Rokk Krinn, il Cosmic Boy della Legione dei Super-Eroi. Krinn pareva disorientato. Subito dopo, appresa la recente scomparsa di Laurel Gand nell'ultima guerra contro l'Impero Khundiano, partirono per il pianeta-cimitero di Shanghalla. Al funerale di Laurel Gand, sopraggiungono Invisible Kid SW6 e le due versioni di Brainiac, per informare i Legionari che la linea temporale si era fratturata e che una forza sconosciuta aveva alterato la realtà per anni, sin da quando i Batch SW6 furono messi in stasi temporale. Mentre vennero attaccati da numerosi criminali, provenienti da diverse linee temporali alternative, i membri delle due Legioni si trovarono ad affrontare due dei loro più grandi nemici: Mordru e Glorith. Tuttavia, la coppia scomparve insieme a Rokk Krinn. Dawnstar stava per rintracciarli, quando inaspettatamente scomparve dall'esistenza.

### Parte 2:Valorn. 22
Il nucleo strutturale che connetteva le città-cupola di Nuova Terra era sul punto di un collasso totale, e una seconda fazione delle due Legioni tentò disperatamente di mantenere insieme il pianeta artificiale. Valor lottava per ricordare la maggior parte dei dettagli della sua vita, poiché grandi parti della sua memoria continuavano a cambiare. Il benefattore della Legione, R. J. Brande, escogitò un modo per portare la Terra dell'universo in miniatura nel nostro universo, così da poter insediarvi le città-cupola. Danielle Foccart e Troy Stewart (ex Tyroc) utilizzarono i loro rispettivi poteri per aprire un gigantesco Ponte di Einstein-Rosen, permettendo a Valor, Andromeda e Dev-Em SW6 di trainare la Terra dell'universo in miniatura nel nostro. Tuttavia, avvenne uno spostamento di energia e materia, rendendo l'intero nucleo planetario instabile e vicino all'esplosione. Prima che il gruppo potesse agire, molti Legionari scomparvero dall'esistenza.

### Parte 3:Legione dei Super Eroivol. 4 n. 60
Mordru e Glorith imprigionarono Cosmic Boy nel Castello di Mantenimento del Tempo sul pianeta Baaldur. Non lo uccisero, perché Glorith affermò che era un "figlio del destino", e che ucciderlo avrebbe significato il rilascio del caos in tutta la linea temporale. Nel frattempo, quasi tutti i membri delle due Legioni passate e presenti (eccetto quelli di Nuova Terra) si radunarono su Winath per cominciare la ricerca di Rokk, considerato il cuore della Legione. Anche se i Legionari continuavano a sparire, Rond Vidar, l'Invisible Kid SW6 e i due Brainiac 5 determinarono che il flusso temporale si stava dipanando, e doveva essere riparato nel giro di poche ore. Mordru e Glorith viaggiarono fino al quartier generale della Legione sul pianeta Talus, e si misero alla ricerca del Faro del Tempo della squadra. Lo utilizzarono per convocare Infinite Man, che era l'impersonificazione vivente del continuum spazio-temporale. Mordru e Glorith attaccarono immediatamente, permettendo loro di assorbire tutte le energie di Infinite Man, facendolo così dissolvere nel nulla. Intanto su Baaldur, Rokk non poteva fuggire dal castello, ma riuscì a rifugiarsi nella Biblioteca Infinita, archivio della conoscenza temporale.

### Parte 4:Legionnairesn. 18
Ora, possedendo poteri quasi divini, Mordru e Glorith cominciarono a rimodellare la realtà, con loro due come unici padroni dell'universo conosciuto. I Legionari provvisti di poteri e conoscenze mistiche (Mysa Nal, Projectra, Dragonmage e le due Dream Girls) cominciarono a incanalare le loro energie in Devlin O'Ryan, che sarebbe divenuto un colpo energetico vivente in grado di fermare i due stregoni. Appena prima di entrare in azione, Devlin scomparve, lasciando i mistici senza concentrazione per la loro magia. Con i loro compagni che svanivano di minuto in minuto, gli eroi si dovevano difendere da un gruppo di Legionari malvagi. Appena prima di scomparire, Mysa (l'ex Strega Bianca) chiamò a sé i poteri di Amethyst e riuscì a invertire i cambiamenti della linea temporale effettuati da Mordru e Glorith.
Nel XX secolo, i Legionari fondatori SW6 (Cosmic Boy, Saturn Girl e Live Wire) emersero da una Bolla Temporale infranta sopra la Terra. Stavano per cadere verso la loro fine, quando furono salvati da Jo Nah, l'ex Ultra Boy. Quindi, un'immagine di Superman gli comparve di fronte, in cerca del loro aiuto per prevenire un enorme disastro. Nella Biblioteca Infinita - dove il tempo era fermo - Rokk Krinn passò un'infinita quantità di tempo studiando i volumi sugli scaffali, imparando quanto più possibile sui segreti del tempo. Infine, notò che la porta era leggermente socchiusa. La attraversò e si trovò faccia a faccia con Time Trapper.

### Parte 5:Valorn. 23
Time Trapper disse a Rokk che - nonostante le sue battaglie contro la Legione - stava in realtà tentando di salvare il XXX secolo per impedire un cataclisma nel tempo. Come parte del piano, utilizzò i suoi poteri per dividere la Legione in due trance separate appena prima della morte di Ferro Lad, piazzando un gruppo in stasi temporale per essere poi scoperto dai Legionari SW6. Infine, i tentativi di Time Trapper di proteggere il tempo lo fecero impazzire, e creò delle revisioni alla linea temporale che permisero a Mordru e Glorith di diventare delle minacce galattiche. Rokk, spiegò Trapper, era la chiave per riparare tutto il danno. Rokk naturalmente non gli credette... finché non gli rivelò la sua vera faccia.
I Legionari ottennero dell'assistenza molto richiesta quando Superboy, l'ispirazione del gruppo, improvvisamente comparve. Quando Valor distrasse momentaneamente Glorith, Superboy la colpì e la mise fuori combattimento. La squadra immerse Mordru nell'energia temporale fluttuante, sovraccaricandolo e permettendo a Imra Ardeen Ranzz (l'ex Saturn Girl) di comandarlo a teletrasportarsi al nucleo del pianeta - dove la sua paura claustrofobica di essere sepolto sottoterra lo rese impotente. Mordru scelse così di destabilizzare la Terra dell'universo in miniatura. Valor scomparve e, dopo un discorso d'ispirazione, scomparve anche Superboy.

### Parte 6:Legione dei Super Eroivol. 4 n. 61
I Legionari rimanenti si radunarono sulla Terra in miniatura, dove Jo Nah e i fondatori della Legione SW6 ritornarono al XX secolo. Rokk Krin fu riportato indietro da Time Trapper, che si rivelò essere una versione più matura di Rokk. La Legione era in ascolto mentre i due spiegavano che Rokk era destinato a diventare Time Trapper e avrebbe tentato invano di prevenire una catastrofe nel tempo; anche la creazione della seconda Legione avrebbe indebolito ancora di più il flusso temporale. Solo la riunificazione della Legione adulta con la sua controparte adolescente poteva riallineare il tempo. Come dono finale, Trapper cercò nel tempo e ricostituì le due versioni di Tinya Wazzo, permettendo finalmente a Ultra Boy di riunirsi a Phantom Girl. La maggior parte dei Legionari rimasti si riunirono e scomparvero nel flusso temporale, lasciando solo le due versioni dei fondatori delle squadre. Prima di andarsene, Trapper assicurò loro che il loro sacrificio non sarebbe stato vano. La Terra in miniatura cominciò a sfaldarsi e i sei Legionari - ultimi esseri senzienti rimasti nel cosmo - unirono le loro mani nel momento in cui svanirono in un vuoto bianco.

## Conseguenze
"End of an Era" è un collegamento alla miniserieOra Zero: Crisi nel Tempo, che tentò di risolvere alcune delle inconsistenze della linea temporale dell'[[Universo DC]]. La continuità della Legione dei Super Eroi fu completamente revisionata, cominciando da Legione dei Super Eroi vol. 4 n. 0 (ottobre 1994). Successivamente, avvenne un secondo aggiornamento nelle pagine finali di Teen Titans/Legion Special (novembre 2004).
Dopo la miniserie Crisi infinita, fu ricostituita la maggior parte della continuità della Legione.. Tuttavia, "End of an Era" non fu più considerata canonica.
Nella nuova incarnazione, Time Trapper non era più [[Rokk Krinn]], e la sua identità cambiava con ogni linea temporale divergente<ref>Legione dei Super Eroi, numero 0, 1994, DC Comics</ref>. Time Trapper rimase sempre uno dei principali nemici della Legione, con l'obiettivo di rimuovere completamente Superman dalla linea temporale.Glorith, che originariamente comparve come una dei sottoposti di Time Trapper., numero 12, 1990, fu descritta da Mordrucome una di "quelle che muoiono di dolore e torture per mano mia!". Mordru rianimò il suo scheletro durante una battaglia contro la Legione, ma gli eroi lo distrussero quasi subito., numero 62, 1994,